# Pseudochromis jamesi
Pseudochromis jamesi, thường được gọi là cá đạm bì đuôi đốm, là một loài cá biển thuộc chi Pseudochromis trong họ Cá đạm bì. Loài này được mô tả lần đầu tiên vào năm 1943.

## Phân bố và môi trường sống
P. jamesi chỉ phân bố ở phía tây nam Thái Bình Dương, từ New Ireland, Papua New Guinea và phía bắc rạn san hô Great Barrier trải dài về phía đông đến Niue và Samoa thuộc Mỹ. P. jamesi thường sống xung quanh những khu vực có nhiều rạn san hô hoặc những mỏm đá ngầm ở gần bờ, thường ở độ sâu khoảng 1 – 18 m.

## Mô tả
P. jamesi trưởng thành dài khoảng 5,5 cm và là loài dị hình giới tính. P. jamesi đực có thân màu đỏ đến màu cam, trong khi P. jamesi mái có màu hơi nâu hoặc hơi tím. Cả hai giới đều có một đốm trắng xám hoặc đen ở cuống đuôi trên, có thể có viền vàng. Mống mắt màu vàng cam.
Số gai ở vây lưng: 3; Số vây tia mềm ở vây lưng: 24 - 26; Số gai ở vây hậu môn: 3; Số vây tia mềm ở vây hậu môn: 13 - 14; Số vây tia mềm ở vây ngực: 18 - 20; Số gai ở vây bụng: 1; Số vây tia mềm ở vây bụng: 5.
Thức ăn của P. jamesi có lẽ là rong tảo và các sinh vật phù du nhỏ. Thường sống đơn độc hoặc thành đôi vào mùa sinh sản. P. jamesi có khả năng thay đổi giới tính vì cá con có màu sắc như cá mái và dấu tích của buồng trứng được tìm thấy ở chúng. P. jamesi được đánh bắt để phục vụ cho ngành thương mại cá cảnh.